# Hootie & the Blowfish

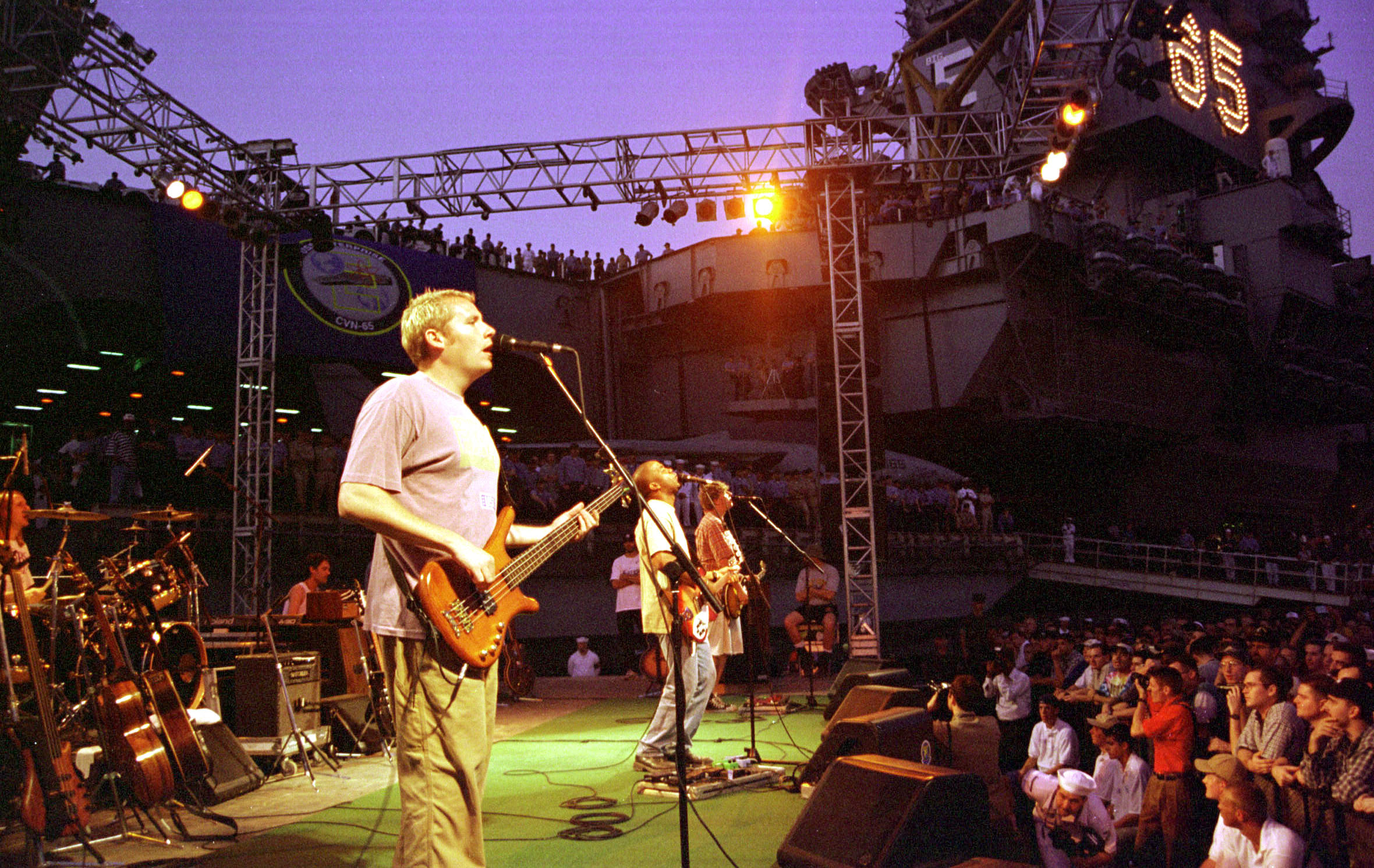
Zespół w 1998 roku

Hootie & the Blowfish – amerykańska grupa popowo-rockowa założona w 1989 w Columbii w stanie Karolina Południowa. 
Grupę tworzą Mark Bryan (gitarzysta), Dean Felber (basista), Darius Rucker (wokalista i gitarzysta) oraz Jim „Soni” Sonefeld (perkusista). Rok 1995 to czas największego sukcesu zespołu - szczyty list przebojów zdobyły przeboje „Hold My Hand”, „Let Her Cry” i „Only Wanna Be With You”; longplay „Cracked Rear View” (1994) zawierający te hity pokrył się kilkakrotnie platyną. „Hootie & The Blowfish” - piąty longplay w dorobku zespołu, a pierwszy wydany po aż 4-letniej przerwie, ukazał się w roku 2003. Spowodowana była ona faktem, iż członkowie formacji postanowili więcej czasu poświęcić rodzinom, pracowali także nad solowymi projektami. W 2002 roku kwartet powrócił jednak do wspólnej pracy. Najnowszy krążek grupy - „Looking for Lucky” - premierę miał jesienią 2005 roku.

## Dyskografia
- 1992 - Time
- 1993 - Kootchypop
- 1994 - Cracked Rear View
- 1996 - Fairweather Johnson
- 1998 - Musical Chairs
- 2003 - Hootie & the Blowfish
- 2005 - Looking for Lucky